# The Knight Before Christmas
The Knight Before Christmas (Brasil: Um Passado de Presente / Portugal: Um Cavaleiro a Tempo do Natal) é um filme de comédia romântica americano, dirigido por Monika Mitchell, de um roteiro de Cara J. Russell. É estrelado por Vanessa Hudgens, Josh Whitehouse e Emmanuelle Chriqui. O filme foi lançado mundialmente no dia 21 de novembro de 2019 pela Netflix. Além de protagonizar, Vanessa Hudgens também fez sua estreia como produtora executiva no longa.

## Enredo
Depois que uma feiticeira transporta o cavaleiro medieval Sir Cole (Josh Whitehouse) para a atual Ohio durante a temporada de festas, ele faz amizade com Brooke (Vanessa Hudgens), uma professora de ciências inteligente e gentil que se desilude com o amor. Brooke ajuda Sir Cole a navegar no mundo moderno e tenta ajudá-lo a descobrir como cumprir sua misteriosa e verdadeira missão - o único ato que o levará de volta para casa. Mas, à medida que ele e Brooke se aproximam, Sir Cole começa a se perguntar o quanto ele quer voltar à sua antiga vida.

## Elenco
- Vanessa Hudgens como Brooke
- Josh Whitehouse como Sir Cole
- Emmanuelle Chriqui como Madison
- Harry Jarvis como Sir Geoffrey
- Ella Kenion como Mrs. Claus
- Mimi Gianopulos como Alyson
- Jacob Soley como Patrick
- Andrea Senior como Caroler
- Simon Webster como Reed
- Olivia Gudaniec como Kaelynn
- Isabelle Franca como Claire
- Jesse Gervasi como Taylor
- Shanice Johnson como Paige

| Personagem | Dobrador(a)       | Dublador(a)         |
| ---------- | ----------------- | ------------------- |
| Brooke     | Inês Marques      | Luisa Palomanes     |
| Sir Cole   | Guilherme Barroso | Fabrício Vila Verde |

|                              | Portugal | Brasil |
| ---------------------------- | --- | ------ |
| Vozes Adicionais             | Inês Conde, Telmo Mendes, Tiago Peralta, José Lobo, Suzana Farrajota, Sofia Brito, Alexandra Sedas, Melanie Marques |        |
| Direção                      | Sara Brás |        |
| Tradução                     | Bárbara Silveira |        |
| Revisão                      | Ana Mendonça |        |
| Técnico de Mistura           | Pedro Bastos |        |
| Técnico de Gravação de Áudio | Pedro Bastos |        |
| Controlo de Qualidade        | André Neto |        |
| Controlo de Qualidade        | Pedro Cabral |        |
| Diretor de Produção          | Inês Raimundo |        |
| Produção                     | Raquel Ramos |        |
| Produção                     | Tânia Oliveira |        |
| Estúdio                      | Buggin Media, Lda.                                                                                                  |        |